# سوزان كيرك
سوزان كيرك (بالإنجليزية: Suzanne Kirk)‏ هي مجدفة بريطانية، ولدت في 5 مارس 1969 في Nocton ‏ في المملكة المتحدة.

## وصلات خارجية
- سوزان كيرك على موقع الاتحاد الدولي للتجديف (الإنجليزية)
- سوزان كيرك على موقع اللجنة الأولمبية الدولية (الإنجليزية)
- سوزان كيرك على موقع أوليمبيديا (الإنجليزية)